# Timbre socio-postal
Pour les articles homonymes, voir Timbre.
Le timbre socio-postal est une figurine servant à constater le règlement d'une contribution sociale par les salariés et employeurs. Cette contribution garantit au salarié une indemnité de maladie ou de retraite. Mais, comme pour l'employeur, elle n'implique aucune contrepartie, elle revêt à son égard un caractère parafiscal. Si bien que les timbres constatant de tels versements peuvent figurer dans une collection de fiscaux (voir articles Philatélie fiscale et Timbre fiscal). Toutefois, comme ces timbres ont été imprimés et vendus par la poste, ils ont tout autant leur place dans une collection de timbres-poste.
Il n'existe actuellement en France qu'une seule association spécialisée dans la collection et l'étude des timbres socio-postaux, c'est la Société française de philatélie fiscale.
Les premiers timbres socio-postaux ont été émis par l'Empire allemand, en 1891, en application d'un régime nouveau de protection sociale des salariés voulu par le Chancelier Bismarck. De ce fait, l'Alsace-Lorraine en a bénéficié dès cette date. La République française, quant à elle, attendit jusqu'en 1911 pour introduire chez elle un régime comparable, encore que moins favorable aux salariés. Si bien qu'après la récupération de l'Alsace-Lorraine en 1918, le régime social allemand, plus avantageux, y a été conservé à la demande de ses habitants, dans le cadre du droit local. Il s'ensuit que, depuis lors, deux régimes sociaux de protection des salariés ont coexisté en France, celui de l'Alsace-Lorraine et celui du reste de la France dénommé « Intérieur » par les Alsaciens. D'où les deux catégories de timbres socio-postaux qui ont correspondu à ces deux régimes : 
- Les timbres socio-postaux français de l'Intérieur ;
- Les timbres socio-postaux d'Alsace-Lorraine.

## Les timbres socio-postaux français de l'Intérieur
Deux régimes se sont succédé, celui des « Retraites ouvrières et paysannes » et celui des « Assurances sociales » :

### Les timbres des «Retraites ouvrières et paysannes»

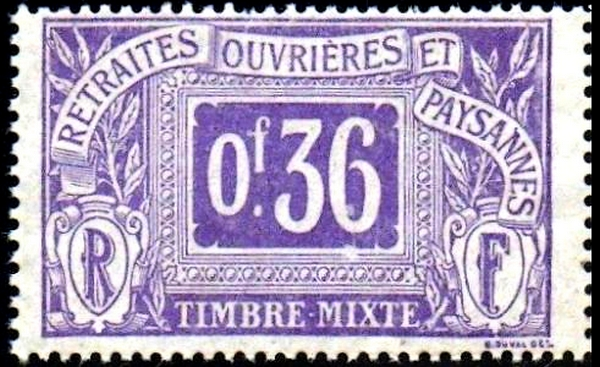
Timbre utilisé pour valider la cotisation, émis en France après 1911.

Un système de retraite vieillesse obligatoire fut institué par la loi du 5 avril 1910, concernant les travailleurs faiblement rémunérés du secteur privé, sous le nom de « Retraites Ouvrières et Paysannes ». Son financement fut assuré conjointement par les salariés, les employeurs et l’État. Celui-ci ajoutait une allocation au produit des versements égaux des salariés et des « employeurs. En application d’un arrêté du 13 avril 1911, leurs cotisations étaient représentées par des timbres mobiles différents pour les « assurés » et « patrons », qui devaient être apposés sur des cartes nominatives. Il existait aussi des timbres « mixtes » totalisant les deux cotisations. Les employeurs retenaient sur chaque paye le montant des cotisations salariales et apposaient eux-mêmes leur timbre et celui du salarié. Il s’y ajoutait un timbre spécial pour les métayers désirant être associés à ce régime. Tous ces timbres étaient en vente dans les bureaux de poste et les débits de tabacs. Aussi faisaient-ils l’objet de cours d’instruction des postiers qui avaient à les comptabiliser. Ils existent donc tous, avec les mêmes surcharges « Annulé » que les timbres-poste. Comme ils ont été imprimés par l’Atelier de fabrication des timbres-poste de Paris, les socio-postaux possèdent certaines caractéristiques des timbres-poste de l’époque, comme les millésimes pour les petites valeurs et les tirages sur papier G.C. de 1914-1918.
L’utilisation de ces trois catégories de timbres parut finalement trop compliquée, comme on aurait pu s’en rendre compte dès le départ. Aussi une série unifiée de petit format, comprenant huit valeurs au lieu de douze, vit-elle le jour en vertu d’une décision ministérielle de 1916. De toutes ces valeurs, allant du 1c au 20F, le 5F est la plus rare. Les feuilles de ces timbres, comme les précédentes, ont été pourvues de millésimes. Par ailleurs, tous ces timbres ont reçu la surcharge « Specimen » pour les Cours d’instruction des postiers.

### Les timbres des «Assurances sociales»
Une loi du 5 avril 1928 institua un nouveau système d’assurances obligatoires plus étendu. Il couvrait cette fois, outre les risques vieillesse, ceux de maladie, d’invalidité et de décès. Il s’y ajoutait des participations aux charges de famille et de maternité. Ce régime s’appliquait à tous les salariés des deux sexes à revenus modestes du secteur privé, ainsi que, par assimilation, aux métayers. Le financement devait en être assuré par des versements égaux des employeurs et des salariés, complétés par des contributions de l’État. Les versements des cotisants devaient être désormais effectués par une seule série de timbres apposés généralement sur une carte annuelle (risque vieillesse) et sur des feuillets trimestriels (risque maladie).

#### L’émission du 31 mai 1930
La première émission de timbres du nouveau régime eût lieu en vertu d’un décret du 31 mai 1930. Le type de ces timbres resta conforme au modèle antérieur, mais avec la mention supplémentaire « Assurances sociales » dans le cartouche inférieur antérieur. Cette série comportait 21 valeurs allant de 5c à 40F, qui toutes furent émises en feuilles. On tenta aussi de mettre aussi d’émettre des carnets de vingt exemplaires de quelques valeurs. Ils n’eurent aucun succès et furent retirés puis détruits. Quelques timbres en ont cependant subsisté, reconnaissables à leur fond de sureté de couleur comportant la répétition en blanc de la mention « Assurances sociales » en continu.

#### Le changement de types de 1931
En 1931, un nouveau type fut obtenu par retouche du précédent : l’ancienne inscription « Retraites ouvrières et paysannes » fut remplacée par la mention « Assurances sociales » dans la banderole du haut. Ainsi le cartouche du bas redevint-il blanc, ce qui était bien commode pour la datation des timbres apposés par les utilisateurs. Seules trois valeurs furent alors émises à ce type. À noter que le 0F50 vert, qui a été découvert récemment, n’a existé qu’en carnet.

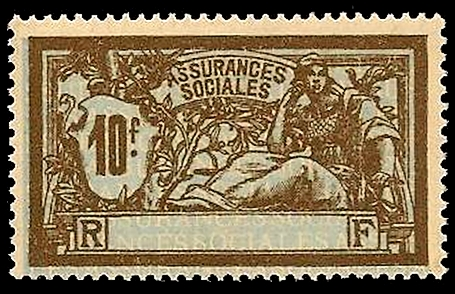
Timbre au type Merson avec fond de sûreté, 10 francs.

D’autre part, sept valeurs de 5F à 40F furent émises au type Merson des timbres-poste retouchés. Le mot « Postes » y était remplacé dans la banderole supérieure par la mention « Assurances sociales » et les mots « République française » disparaissaient dans le cartouche du bas, pour y laisser un cadre blanc (utilisable pour inscrire les dates d’apposition), entouré des lettres « R » et « F ». Au surplus, tous ces timbres, au lieu de la teinte de fond des timbres-poste normaux, étaient frappés du même fond de sûreté que les timbres de carnets, laissant apparaître en blanc les mots « Assurances sociales » en continu. Ce fond de sûreté, appliqué à chaque demi-feuille de 25, était continu et recouvrait normalement l’intégralité des timbres.

#### Les timbres surchargés «M» ou «V»
Le 1er janvier 1932, une nouvelle série de timbres au type précédent fut émise, mais cette fois avec en surcharge noire, par paires verticales, les lettres superposées « M » et « V » entourées d’un cadre épais. Ces surcharges étaient apposées en application d’une loi du 28 juillet 1931 visant à simplifier (sic) la perception des cotisations. Cette nouvelle série comprit treize timbres de petit format allant de 0F05 à 4F50 et sept timbres de grand format allant de 5F à 40F. Certaines valeurs de petit format furent émis en carnets de dix paires verticales, avec le même fond de sûreté. Ces carnets n’eurent pas plus de succès que leurs prédécesseurs et les figurines qui en ont subsisté après destruction sont extrêmement rares.

#### Les timbres «Merson» à fond de sûreté discontinu
En 1935, furent réémis de nouveaux timbres au type Merson, dont trois sans surcharges, de 5 à 12F, et sept avec surcharge de 5F à 40F. Ces timbres avaient la caractéristique commune d’avoir un fond de sûreté discontinu, ramené à la dimension de chaque timbre. De sorte qu’autour de ce fond, de légères bandes blanches devraient apparaître sur les quatre côtés. En pratique, il en fut autrement, car les fonds de suretés individuels étant souvent légèrement déplacés, des bandes blanches sur trois côtés sont suffisantes pour différencier ces timbres des précédents. Des bandes blanches sur deux côtés peuvent même suffire, si les timbres concernés sont datés d’octobre, novembre ou décembre 1935, car c’est la période normale d’utilisation des timbres à fond discontinu, qui n’ont eu qu’un bref usage.

### La suppression des timbres socio-postaux de l’Intérieur

#### Le paiement en espèces des cotisations
Par un décret d’octobre 1935, les timbres socio-postaux de France ont cessé d’être utilisables, à partir du 1er janvier 1936 (sauf pendant un an pour régler des cotisations arriérées). Désormais, en effet, les cotisations furent normalement réglées en numéraire, ou par virement postal. Du fait de cette réforme, un dernier type de timbre socio-postal pour les professions agricoles ne vit pas le jour et seules en ont subsisté des maquettes au Musée de la Poste, ainsi qu’une épreuve dans une collection privée.

#### Le paiement par timbres-poste de certaines cotisations
Par exception, certaines catégories de travailleurs à façon ou intermittents, notamment dans l’agriculture, restèrent assujettis au paiement par timbres, en application d’une circulaire de décembre 1935. Mais le règlement de leurs cotisations se fit dès lors avec des timbres-poste normaux qui durent être apposés sur des « feuillets intercalaires » encartés dans les feuillets trimestriels. C’est pourquoi de grosses valeurs postales, y compris de poste aérienne, peuvent se rencontrer ainsi utilisées.
Ce régime d’exception resta théoriquement en vigueur jusqu’au 30 juin 1950. Mais le recours à ce mode de règlement avait systématiquement été découragé, depuis 1945, par l’administration. Celle-ci voyait dans ce mode de paiement dérogatoire, une source inutile de complications. Les intercalaires timbrées d’après-guerre ne sont donc pas dépourvues d’intérêt.

## Les timbres Socio-postaux de l’Alsace-Lorraine annexée

### La mise en place du système socio-postal en Alsace-Lorraine allemande

#### Origines allemandes du système socio-postal de l'Alsace-Lorraine
C’est le 1er janvier 1891 qu’entra en vigueur dans tout l’Empire allemand, et donc en Alsace-Lorraine, un système d’assurances sociales original, qui servit par la suite de modèle aux autres régimes d’Europe occidentale. Ce régime avait été instauré, en application de la loi d’Empire du 19 juillet 1889, à l’initiative du Chancelier Bismarck, pour une fois d’accord avec le nouveau Kaiser, Guillaume II : Bismarck s’était rendu compte que la classe ouvrière allemande  était aussi dévouée à la patrie et partisane de l’unité allemande, que les classes privilégiées, notamment depuis que le socialiste réformiste juif Lassalle, patriote allemand exemplaire, avait mobilisé les travailleurs allemands au côté de la Prusse, dans l’affaire du Schleswig-Holstein. Or Lasalle avait fait valoir au Chancelier que, si l’on accordait l’égalité aux travailleurs salariés en leur apportant un minimum de sécurité, ils seraient dévoués à l’Allemagne et rejetteraient les tentations révolutionnaires. Bismarck, qui considérait Ferdinand Lasalle, fondateur en 1863 de la première union de syndicats allemands, comme l’un des hommes les plus intelligents d’Europe, n’oublia pas cet avis. D’autant qu’il avait été confirmé, pendant la guerre de 1870, au cours de laquelle les ouvriers et paysans allemands sous les armes avaient  combattu de façon exemplaire. C’est pourquoi Bismarck avait d’abord fait adopter le suffrage universel, et donc étendu le droit de vote pour le Reichstag aux défavorisés. C’est pourquoi, ensuite, il avait fait adopter cette loi sociale de 1889, qui obligeait les patrons allemands, dont les entreprises étaient alors en pleine expansion, à consacrer une partie de leurs profits au nouveau système d’assurances.

#### Bases du système socio-postal allemand
Ce système reposait en effet sur le versement hebdomadaire d’une cotisation, non seulement par les salariés concernés, mais aussi par leurs employeurs, au nouveau système d’assurances obligatoire. Ainsi ces salariés seraient-ils mis à l’abri en cas d’accident ou de maladie, et obtiendraient-ils une retraite décente lorsqu’ils auraient passé l’âge de travailler. Pour cela, les assurés et patrons allaient recevoir chaque année des cartes de cinquante-deux cases, dans chacune desquelles devrait être collé, à la fin de chaque semaine de travail, un timbre représentatif des cotisations dues. Ces cartes étaient distribuées dans les mairies ou les commissariats de police des grandes villes. Quant aux timbres ils étaient vendus dans les bureaux de poste de tous les États allemands. D‘où leur désignation de timbres « socio-postaux ».

#### Mise en route du système d’assurances sociales, en 1891
La distribution des cartes de cotisation commença en novembre 1890. Quant aux timbres, ils furent apposés sur les cartes, dès la 1re semaine de janvier 1891.
Pour mettre en œuvre ce régime, l’Empire avait été divisé en 31 régions, dont toutes utilisèrent des timbres aux mêmes types et de même couleur, ne différant que par le nom de région. L’une de ces régions fut l’Alsace-Lorraine (« Elsass-Lothringen »). Ces trente-et-une régions ne correspondirent pas aux territoires des anciens États allemands, sauf quelques exceptions, comme « Hesse-Nassau », « Baden », ou « Villes Hanséatiques ». Les territoires des grands États membres de l’Empire furent divisés, comme la Bavière, en plusieurs régions telles que « Nieder Bayern », etc., car Bismarck n’avait pas manqué une telle occasion de freiner le particularisme de ces États. Les salariés de l’Empire allemand devaient coller chaque semaine, dans l’une des 52 cases de leurs cartes, les timbres de la région où ils avaient accompli leur travail hebdomadaire. Si bien qu’en raison de leurs déplacements à la recherche d’un travail, les timbres de plusieurs régions pouvaient se retrouver sur la même carte.
Quatre timbres hebdomadaires de montants différents furent mis en vente en 1891 par la poste dans chaque région. Ils correspondaient à 4 catégories de salaires, et leurs valeurs faciales étaient graduées en conséquence. Par ailleurs, un timbre de 28pf, avec mention « Z.M. » fut créé pour les cotisants volontaires, rattachés à la catégorie II. Il eut peu de succès. Au début, les timbres n’étaient pas oblitérés par les cotisants. Mais rapidement ils eurent à inscrire sur chacun d’eux, la date de son apposition. Cette apposition étant consécutive à la paye hebdomadaire des cotisants, les dates inscrites furent celles des samedis ou des dimanches.
Ces cartes devaient être restituées dûment timbrées à la mairie ou à la police en fin d’année, puis transmises à l’institut régional d’assurances sociales chargé de gérer les droits de chaque assuré. Comme il arriva par ailleurs que les timbres collés sur certaines cartes se soient décollent après leur dépôt, chaque région prit rapidement l’habitude de couvrir les cartes dès ce dépôt, d’une oblitération globale. Grâce à celle-ci, les cases non timbrées étaient marquées, lors du dépôt, de fractions de cette oblitération globale, ce qui permettait de les distinguer des cases d’où un timbre se serait détaché ultérieurement. Du même coup, l’oblitération globale propre à une région pouvait fort bien annuler des timbres d’une autre région, lorsque le travailleur titulaire de la carte s’était déplacé pendant l’année, et y avait donc collé des figurines de plusieurs régions.

### L’évolution du système à l’époque allemande

#### La réforme de 1900
Une première réforme intervint le 1er janvier 1900, en application de la loi du 22 juin 1899 :
Elle comportait la création d’une cinquième classe à compter du 1er janvier 1900, et donc l’émission d’un nouveau timbre d’une semaine par chaque région.
D’autre part, à la demande des employeurs, des timbres de deux semaines et de treize semaines ne nécessitant qu’un collage par quinzaine, ou par trimestre furent créés à compter du 1er janvier 1900, de façon à leur éviter le collage de cinquante-deux timbres annuels sur chaque carte de salarié.
Enfin, le timbre destiné aux cotisations volontaires fut supprimé à la même date, car peu utilisé.

#### La réforme allemande de 1912
Une seconde réforme intervint à compter du 1er janvier 1912, en application d’une loi d’Empire du 19 juillet 1911. Elle se traduisit d’abord par un accroissement des tarifs, ce qui entraîna, dans chaque région, le renouvellement de la série des quinze timbres d'une, deux et treize semaines, sur la base de 16, 24, 32, 40 et 48pf par semaine). Elle consista par ailleurs en l’émission d’un timbre spécial de 1 mark avec légende « Zusatzmarke », pour les cotisations complémentaires donnant droit à certaines prestations supplémentaires.

#### La réforme allemande de 1917
Une troisième réforme entra en vigueur à compter du 1er janvier 1917, en application de la loi d’Empire du 12 juin 1916. Elle instituait un nouvel accroissement des tarifs, ce qui entraîna, dans chaque région, un renouvellement complet de la série des quinze timbres d'une, deux et treize semaines, sur la base de 18, 26, 34, 42 ou 50pf. Cette réforme allait rester en vigueur en Alsace-Lorraine jusqu’au 31 décembre 1918.

#### Les incidents de parcours et leur solution
- Rattrapages de cotisations : À partir de 1912, les cotisants, qui avaient omis pendant une certaine période de satisfaire à leurs obligations de timbrage, eurent la possibilité de se mettre en règle en apposant les timbres manquants sur des cartes complémentaires vertes avec mention « Markenbewahrkarte » disponibles à cet effet.
- Emploi de timbres erronés : Il arriva que les salariés ou les patrons aient collé par erreur sur leurs cartes des timbres d’une catégorie différente de celle correspondant au salaire du cotisant.

Dans un premier temps, les services de contrôle se contentèrent de remplacer les timbres inappropriés après les avoir arrachés. Mais, à la fin de 1917, un nouveau système se mit en place, pour la taxation des cartes insuffisamment affranchies (cas nettement plus courant que les affranchissements par excès) : les timbres erronés furent recouverts d’un cachet de rectification de classe, tandis que des timbres complémentaires d’un montant égal à la somme des différences constatées furent apposés et annulés du cachet encadré « Ungültig / Ergänzung ».

## Les timbres socio-postaux de l’Alsace-Lorraine Française
Lors du retour des Français, le régime d’assurances sociales allemand, beaucoup plus favorable, fut maintenu en Alsace-Lorraine sous réserve de diverses adaptations de forme. La mise en œuvre de ce régime adapté passa par deux étapes :

### La désannexion de la zone de Thann-Masevaux
En août 1914, la 7e armée française avait lancé une offensive sur la Haute-Alsace. Après la prise momentanée de Mulhouse, le front se stabilisa, et une petite partie de la Haute-Alsace resta sous contrôle militaire français, autour de Thann et Masevaux (vallées de la Doller et de la Thur).

#### Les premiers timbres socio-postaux français d'Alsace
Cette situation entraîna une interruption momentanée du service des Assurances sociales. Vers la fin de l’année 1915, il fut décidé après consultation de représentants de la population locale, de maintenir le régime allemand comme elles le souhaitaient, mais avec quelques adaptations.
Un arrêté du 2 janvier 1916 émanant du général commandant la VIIe armée annonça donc la prochaine émission de timbres hebdomadaires particuliers à l’Alsace, à compter du 1er aout 1917. Cette série comportait cinq timbres, correspondant aux cinq classes de l’époque allemande, qui étaient maintenues. Les couleurs adoptées pour chaque timbre restèrent les mêmes que pendant la période précédente. Le type des nouveaux timbres fut celui des figurines françaises de la même époque, avec addition des mots « Alsace-Lorraine » dans le cartouche du bas. Quant aux valeurs faciales elles furent celles, traduites en Francs, des timbres allemands d'une semaine de l’émission de 1912, en cours lors du retour des troupes françaises.
Ces timbres étaient à apposer sur de nouvelles cartes françaises, à la fin de chaque semaine. Ils devaient être datés lors de leur apposition. Comme par ailleurs le versement des cotisations avait été interrompu depuis 1914, il fut possible à ceux qui le désiraient de cotiser rétroactivement à compter du 1er aout 1914, à l’aide des mêmes timbres. Si bien que l’on peut rencontrer parfois des timbres de cette émission datés d’avant 1917.

### La désannexion d’ensemble de l’Alsace-Lorraine
À partir d’octobre 1918, le système en vigueur dans la zone de Thann-Masevaux fut étendu à toute la région environnante, puis à toute l’Alsace-Lorraine par un arrêté de la Présidence du Conseil du 30 décembre 1918, « à partir du 15 décembre 1918 » (sic).

#### La mise en place des moyens normaux d’affranchissement
La série des cinq timbres d'une semaine émis à Thann-Masevaux fut émise dans tout le reste de l’Alsace-Lorraine. Mais elle fut suivie, en application d’un arrêté du Haut-Commissaire de France en Alsace-Lorraine du 14 janvier 1919, de l’émission de cinq timbres de deux semaines et de cinq de treize semaines. Leurs couleurs catégorielles et leur type restèrent les mêmes que pour les timbres de 1 semaine (avec addition d’une petite mention « 2 semaines » ou « 13 semaines, suivant le cas, sous « Alsace-Lorraine »). Le montant des cotisations de chaque semaine restant les mêmes que dans la zone de Thann-Masevaux, ce fut toute l’Alsace-Lorraine qui revenait au tarif allemand arrondi de 1912. Le mode de traitement de tous ces timbres resta identique à ce qu’il était précédemment.

#### Les incidents de parcours
- Rattrapage de cotisations : En cas de non règlement de tout ou partie des cotisations, les cotisants purent se mettre en règle en apposant les timbres français manquants, d’abord sur les cartes complémentaires allemandes vertes encore en stock avec mention « Markenbewahrkarte », puis sur des cartes vertes françaises équivalentes avec mention « Carte supplémentaire de dépôt ».
- Emploi de timbres erronés : Les cachets de rectification de classe en chiffres romains antérieurs restèrent en vigueur. Mais en cas d’emploi de timbres erronés, les cachets de taxation frappés sur les timbres additionnels reçurent désormais un nouveau cachet rectangulaire avec légende française « Annulé / supplément ».

#### L'emploi posthume des timbres allemands
Pour les reconstitutions de cotisations de l’époque allemande, l’Institut régional d’Alsace-Lorraine conserva un stock de figurines des 3 émissions allemandes précédentes, grâce auquel il put reconstituer les séries de cotisations manquantes avec les timbres de l’époque correspondante. On reconnaît les timbres allemands ainsi utilisés à leur datation postérieure à 1918, et (ou) à la présence d’un cachet en langue française.

### L’évolution du régime français
La période consécutive à la Grande Guerre fut caractérisée, entre autres, par un affaissement progressif de la valeur du Franc et par un accroissement corrélatif des salaires. C’est pourquoi des hausses de cotisations ne manquèrent pas de se produire, entraînant bien entendu le renouvellement des timbres utilisés pour les appliquer.

#### Le tarif du 17 novembre 1920
Le changement du barème des cotisations intervint à compter du 1er décembre 1920.
Un décret du 17 novembre 1920 multiplia par 4 le montant des cotisations. Comme le nouveau tarif était applicable à compter du 1er décembre 1919, la solution la plus rapide fut celle de la surcharge : les timbres de 1 semaine de la série précédente furent donc tous surchargés d’une valeur multipliée par 4, qu’ils soient imprimés sur papier G.C. ou sur papier blanc.
- Les timbres émis : Une série définitive de quinze timbres fut émise en application d’un arrêté du 9 mars 1921, avec trois dessins différents, dont un de grand format pour les treize semaines, destinés à bien différencier les timbres d’une semaine de ceux de deux semaines et de treize semaines.
- Les perforés ; La Caisse d’Assurances des Employés apposa elle-même les timbres de ses assurés. Ils furent d’abord oblitérés à l’aide d’une griffe à date « C.A.E. ». Puis cette caisse utilisa pendant quelques années des timbres perforés « A.E. ». D’autres perforations furent apposées par quelques employeurs, comme les Dernières Nouvelles d’Alsace, qui perforèrent successivement leurs timbres du  sigle « D.N », puis d’une étoile.
- La taxation des cartes insuffisamment timbrées. Les cartes insuffisamment timbrées furent corrigées et taxées à l’aide des mêmes cachets que celles de l’émission précédente.

#### Le tarif du 2 février 1931
À la hausse des salaires résultant de la dépréciation du Franc, il fallut faire correspondre le montant des cotisations. D’où la hausse du barème des cotisations en février 1931.
Une nouvelle série de 15 timbres à 3 types différents, dont l’un de grand format pour les treize semaines, fut émise en application d’un arrêté du 7 février 1931, d’abord sur fond blanc, puis avec fond de sûreté. Mais les timbres de treize semaines de cette série, étant peu utilisés, furent supprimés à compter du 1er juillet 1935, par un arrêté du 8 avril précédent.
- L'émission sur fond blanc : Les 15 timbres de 1931 furent d’abord émis sur fond blanc, y compris ceux de 13 semaines.
- La première série de Part patronale : D’autre part, pour les patrons employant des salariés qui conservaient une activité professionnelle au-delà de leur retraite, furent créés, à partir d’avril 1933, en application d’un arrêté du 18 janvier 1931, les timbres de « Part Patronale ». Ils furent obtenus par une surcharge réduisant de moitié la valeur faciale des timbres normaux.
- La nouvelle classe VI : Une nouvelle classe, la VI, créée ultérieurement, entra en vigueur à compter du 2 juillet 1934. Elle donna lieu à l’émission de 3 timbres nouveaux d’1 semaines, 2 semaines et 13 semaines, tous de couleur violette.
- L'émission sur fond de sûreté : à partir de la fin de 1936, les nouveaux tirages des timbres précédents furent effectués sur des fonds de sûreté de couleur. L’examen attentif de ces fonds de sûreté révèle une suite ininterrompue des mots « Assurances » et « sociales ». La plupart des timbres de 1 semaines et de 2 semaines aux types de 1931, existent donc avec et sans fonds de couleur. Mais non ceux de 13 semaines qui avaient été retirés en 1935.
- La seconde série surchargée Part patronale : Une grande partie des timbres avec fond de sûreté d'une et deux semaines ont reçu, eux aussi, la surcharge de « Part Patronale ».
- La nouvelle classe VII : D’autre part, lorsqu’une nouvelle classe, la VII, créée par la loi du 31 décembre 1937, entra en vigueur à compter du 31 janvier 1938, les deux nouvelles valeurs de couleur grise de cette nouvelle taxe ne furent émises qu’avec fond de sûreté. Toutes deux existent avec ou sans surcharge Part patronale.

En fin 1939, alors qu’une grande partie des populations d'Alsace-Lorraine avait été repliée à l’ouest de la France, cinq timbres avec fond de sûreté ont reçu la surcharge « 39 ». Cette surcharge aurait été motivée, selon une circulaire locale d’application du 18 novembre 1939, par le souci de faciliter le contrôle des cartes de cotisation. Cette explication ne tient évidemment pas, puisque, émis 1 mois avant le changement d’année, ces timbres « 39 » ont servi surtout pendant l’année 1940, sans qu’aucune surcharge « 40 » n’ait vu le jour. La seule explication possible est qu’à la suite d’un vol important, on ait voulu, par cette surcharge, faire obstacle à l’emploi des figurines disparues.
On notera enfin qu’en juillet 1939, 2 des valeurs avec fond de sûreté, le 4 Franc vert et le 9F50 gris, ont fait l’objet d’un tirage local, reconnaissable à l’absence de signature de l’artiste, et à sa dentelure défectueuse.
Le rattrapage des cotisations non versées a continué à s’effectuer, dans l’application du tarif de 1931, par l’apposition de timbres correspondant au montant dû et non versé, sur les cartes supplémentaires de dépôt vertes.
La taxation des cartes insuffisamment timbrées a continué à s’effectuer par la frappe de cachets de rectification de classe. Mais ceux-ci ont été de plus en plus souvent libellés en chiffres arabes.

## Les timbres socio-postaux de l’occupation nazie
C’est à partir de la semaine du 4 au 11 août 1940, qu’entrèrent en vigueur simultanément une nouvelle augmentation des cotisations, et les timbres nécessaires à son application :

### Les timbres d’occupation
Les timbres d’occupation furent les uns des timbres d’usage normal et les autres des timbres de part patronale (« Arbeitgeber Anteil ») :

#### Les timbres d’occupation normaux
Dès le mois d’août 1940, les timbres destinés à l’application du nouveau tarif furent obtenus, pour les sept classes, par la surcharge de sept timbres d’une semaine des séries françaises de 1917 et de 1921 dont cinq existent imprimés sur deux catégories de papier (blanc ou G.C.).
Il s’y ajouta, en septembre, quatre timbres au type français (type du tirage local de 1939 signalé plus haut), avec légende en allemand, puis, en décembre, un nouveau timbre français de classe VII surchargé, avec mention « Els.-Lothr. »

#### Les timbres d’occupation de part patronale
En août et septembre 1940, cinq timbres français d’une semaine et trois de deux semaines furent surchargés de la mention « Arbeitgeber / Anteil » et d’une nouvelle valeur. Puis, en septembre, une surcharge de type identique fut appliquée sur sept timbres allemands au type français (type du tirage local de 1939). Trois de ces timbres sont mentionnés au catalogue Yvert, comme n’existant qu’avec cette surcharge. Pourtant l’un d’entre eux a récemment été retrouvé sans surcharge, en deux exemplaires, sur une carte de cotisation.

#### Les incidents de parcours
Le rattrapage des cotisations non versées a continué à s’effectuer par l’apposition de timbres français ou d’occupation correspondant au montant dû, sur les cartes supplémentaires de dépôt vertes avec légende « Markenbewahrkarte ».
La taxation des cartes insuffisamment timbrées a continué à s’effectuer par la frappe de cachets de rectification de classe, accompagné d’une oblitération rectangulaire des figurines ajoutées en sus. Mais le texte français y a été remplacé par la mention « Ungültig / Ausgleichmarke ».

### Le retour des socio-postaux d'Allemagne en Alsace-Lorraine
À compter de la première semaine de janvier 1941, les cotisations passèrent, en Alsace-Lorraine, au tarif allemand plein, supérieur au tarif d’occupation, ce qui se traduisit pour les intéressés par une nouvelle hausse.

#### Les timbres du régime normal
Simultanément, les timbres socio-postaux allemands normaux d'une et deux semaines y furent mis en cours. Il comportaient dix valeurs d'une semaine et dix valeurs de deux semaines, le nombre de classes de cotisation ayant été porté à dix en Allemagne.

#### Les timbres de l’assurance des employés
Par exception, certains salariés furent soumis à l’assurance des employés et utilisèrent des timbres spéciaux mensuels.

#### Les incidents de parcours
Le rattrapage des cotisations non versées a continué à s’effectuer par l’apposition sur les cartes supplémentaires de dépôt vertes avec légende « Markenbewahrkarte » de timbres français ou d’occupation correspondant au montant dû.
La taxation des cartes insuffisamment timbrées s’est poursuivie, aussi bien pour les timbres du régime normal que pour ceux de l’assurance des employés, par la frappe de cachets de rectification de classe, accompagnés de l’oblitération rectangulaire avec mention « Ungültig/ Ausgleichmarke » sur les figurines ajoutées en sus.
Compte tenu de la rapide succession des émissions françaises, d’occupation et définitives, de nombreuses erreurs, et donc de nombreuses rectifications ont eu lieu. Il en résulte que, sur certaines cartes, on peut rencontrer, parmi les timbres additionnels, des figurines d’occupation ou françaises mêlées aux timbres allemands et apposées, même après le 31 décembre 1940.
La régularisation des cotisations non réglées a continué à se produire après la Libération, à l’aide du stock de timbres allemands disponibles. On peut donc trouver sur certaines cartes des cachets en langue française, sanctionnant l’apposition des timbres allemands complémentaires sur les cartes vérifiées par les nouvelles autorités.

### La fin des timbres socio-postaux en Alsace-Lorraine
L’usage des timbres socio-postaux fut en principe supprimé en Alsace-Lorraine, à partir du 1er juillet 1942. Ces timbres furent alors remplacés par des feuillets de reçus blancs fixés aux cartes de cotisation.
Toutefois, les timbres de deux semaines restèrent utilisables, après cette date, dans un certain nombre de cas particuliers. De sorte que l’on peut trouver des cartes timbrées comportant une datation postérieure à celle mentionnée ci-dessus.
Enfin, à la Libération, le système de taxation français par règlement en espèces fut étendu à l’Alsace-Lorraine, et les derniers timbres sociaux allemands disponibles ne servirent plus qu’à la régularisation rétroactive des cotisations dues pour la période de guerre.

## Sources et bibliographie

### Catalogues
- Yvert et Tellier et S.F.P.F. : Catalogue des timbres fiscaux et socio-postaux de France et de Monaco, Amiens, Yvert et Tellier, 2012.
- Yvert et Tellier et A. Forbin, : Catalogue des timbres fiscaux de France et Colonies, Yvert et Tellier, Amiens 1937.

### Ouvrages documentaires
- C.R.A.V. (Caisse Régionale d’Assurance-Vieillesse d’Alsace-Lorraine) : Historique des Assurances sociales en Alsace-Lorraine, 1891-1974, Strasbourg 1974.
- Henri Janton : Les timbres sociaux de France, Monde des philatélistes, Paris, avril-aout 1978.
- Edgar Wendling : Timbres sociaux d’Alsace=Lorraine (1891-1942), Édité par l’Auteur, Chatel-Saint-Germain, 1986.
- Martin Erler : Katalog der Stempermarken von Deutschland, Vol. XIV, Rentenversicherungmarken, Icking, 1994.
- Yves Maxime Danan : Les timbres socio-postaux d’Alsace-Lorraine, SPAL, Strasbourg, 2003 et SFPF, Paris, 2003. (Peut être obtenu à la SPAL ou à la SFPF) (http://sfpf.free.fr).